# Steel: Armco, Middletown, Ohio
Steel: Armco, Middletown, Ohio je černobílá fotografie pořízená americkým fotografem Edwardem Westonem v roce 1922. Obraz má rozměry 23 x 17,4 cm.

## Historie a popis
Weston psal do svých deníků, které začal psát na podzim roku 1922 při návštěvě své sestry Mary Seamanové v Ohiu, o tom, jak na něj zapůsobila a inspirovala průmyslová krajina Armco, zejména „velká továrna a obrovské komíny společnosti American Rolling Mill Company“. Na místě  pořídil pět nebo šest fotografií v říjnu 1922, které se později staly nejznámější. Weston ukázal Alfredu Stieglitzovi některé snímky, které pořídil v Armcu, což na něj udělalo velmi pozitivní dojem, cítil v nich modernistické tendence. Tyto fotografie byly zásadní pro vývoj Westonovy fotografie od jeho nedávné piktorialistické práce k modernějšímu přístupu k tomuto umění, přes přímou fotografii. Westona ovlivnilo také setkání s rakouským architektem Rudolphem Schindlerem a četba několika avantgardních evropských uměleckých časopisů. Série fotografií, které pořídil v továrně Armco, byla zásadní pro změnu jeho stylu. Jak řekl: byl „zralý na změnu, měnil se, ano měnil“.
Tyto snímky si vzal s sebou, když se přestěhoval do Mexico City v Mexiku, kde žil s italskou fotografkou a herečkou Tinou Modottiovou, a byly inspirací pro novou práci, kterou by během tohoto pobytu vytvořil. Nechal si je ve svém studiu spolu s japonským tiskem a obrazem Pabla Picassa. Když se Weston přestěhoval zpět do Spojených států, tento výtisk zůstal u Modottiové až do její smrti v roce 1942.
Tisky fotografie jsou v Muzeu moderního umění v New Yorku, George Eastman House, v Rochesteru, Kanadské národní galerii v Ottawě a v Museo de Arte Moderno v Mexico City.